# Menso von Bekehusen
Menso von Bekehusen (* im 14. Jahrhundert; † um 1410) war Domdechant und Domherr in Münster.

## Leben
Menso von Bekehusen entstammte der westfälischen ritterbürtigen Familie von Bekehusen, die im Haus Becking im Raum Borken ansässig war und im 15. Jahrhundert ausgestorben ist.
Menso hatte ein Studium an der Universität in Prag absolviert, war Magister der Theologie und der Lehrer des Hermann Zoestius, Generalabt der Zisterzienser.
Das Kapitelstatut vom 21. September 1313 wurde von ihm nachträglich gesiegelt.
Am 15. Oktober 1400 findet er erstmals als Domdechant zu Münster urkundliche Erwähnung.
1402 wurde er von Papst Bonifatius IX. als Kommissar im Prozess des Stifts Vreden gegen Heinrich von Gemen eingesetzt.
Sein Todesjahr lässt sich nicht genau bestimmen, weil der Amtsantritt seines Nachfolgers Dietrich Franzois nicht genau bekannt ist. So liegt sein Todesjahr zwischen 1407 (letzte urkundliche Nennung) und 1410/1411.